# 岩田年浩
岩田 年浩（いわた としひろ、本名: 山名 年浩（やまな としひろ）、1946年1月14日 - ）は、日本のマクロ経済学者。経済学博士。日本で最初に経済教育に関する博士号を授与された人物で、日本の経済教育学において先駆的貢献を行ってきたことで知られる。経済教育学会の立ち上げにも携わり、経済教育学会設立メンバーの一人でもある。専門は、経済成長論、経済学教育論。経済教育学会より、平成17年に経済教育学会教育実践賞、令和4年に経済教育学会功労賞を受賞。企業や学校法人、財団法人、社会福祉法人の顧問も務める。全国講演650回(―令和6年3月現在)。「　(各地の生涯学習センターや市民大学での毎週の講演は37歳から毎週続けているが、これらは講演数には入れていない。)　」(昭和33年10月、全国読書感想文コンクールにおいて、「本多 顕彰の『文章作法』を読んで」が全国4位に入賞、他、『毎日小学生新聞』『毎日中学生新聞』に作文や詩の掲載は20回を超えた。)
京都市出身。これまでに関西大学教授、京都経済短期大学学長、経済教育学会会長、文部科学省現代社会問題審議委員などを歴任。全国山名氏一族会会長（備後山名家当主：山名宗全から数えて27代目、清和天皇から数えて46代目）でもある。

## 略歴
1946年1月14日、京都府京都市に生まれる。戸籍名は山名年浩（やまなとしひろ）。父方の姓は岩田、母方の姓は山名。父は西日本軽金属鋳物工業組合・理事長で、大阪中小企業団体中央会の設立メンバーでもあった岩田年之助（通産大臣表彰2回、中小企業長官表彰1回、大阪府知事表彰3回）。祖父は浄土真宗本願寺派の全国門徒総代・京都商議所常議員で、真宗生命保険（現、大同生命保険）の創業者の一人である岩田幸七（大同生命保険の設立メンバーでもある）。

### 学歴
- 1974年 大阪教育大学大学院教育学研究科（修士課程）修了
- 1980年 神戸商科大学（現兵庫県立大学）大学院経済学研究科（修士課程及び博士課程）修了、経済学博士

### 職歴
- 1980年 大阪経済法科大学講師
- 1982年 大阪教育大学助教授
- 1994年 関西大学総合情報学部教授
- 2010年 大阪経済法科大学客員教授
- 2012年 京都経済短期大学学長
- 2023年 大阪観光ビジネス日本語学院校長

### 学外における役職
全国山名氏一族会会長・相談役のほか、1999年 広島大学高等教育研究開発センター客員研究員、2001年 静岡大学人文学部外部評価委員、2002年 文部科学省現代社会問題審議委員、2004年 金沢大学経済学部非常勤講師、2004年 中国・重慶工学院客座教授、2005年 兵庫県立大学大学院経済学研究科非常勤講師、2005年 中国・大連理工大学客座講師、2005年 中国・大連海事大学客座講師、2006年 中国・清華大学経済管理学院客座講師、2008年 経済教育学会 会長

## 著書

### 単著
- 『資本主義の不安定性と分配問題』（学文社 1985年）
- 『もうひとまわり賢くなる経済知識』（学文社 1985年）
- 『経済学ゼミナール』（日本実業出版社 1993年）
- 『経済学教育論の研究』（関西大学出版部 1997年）
- 『実況中継　大学の経済学・ダイナミック経済学』（窓社 1999年）
- 『教授が変われば大学は変わる』（毎日新聞社 2000年）
- 『科学が明らかにした投資変動の予測力』（学文社 2004年）
- 『知って役立つマネーの話』（日刊工業新聞社 2010年）
- 『学長奮闘記―学長変われば大学変えられる』（東信堂 2017年）
- 『日本史の変動と名言摘録』{吉備人出版　2022年}　山名年浩名での書

(研究関係)　論文58編、その他の執筆論考６６編、書評17編、国内学会での発表21回、国際学会での発表16回。　　　　　　　　　　　　　　　(パブリシティ)　国内の新聞46紙、中国の新聞2紙、国内の雑誌8誌、中国の雑誌1誌、テレビ出演20回、ラジオ出演76回。　　　　　　　(全国講演)―市民講座を除く。2024年5月現在―650回

### 共著
- 『中学校公民教科書』（帝国書院 1993年）
- （菊本義治）『国際調整の経済学』（実教出版 1993年）
- （辻正次、田岡文夫）『現代・国際マクロ経済学』（多賀出版 1993年）
- （岡本正志）『科学史』（建帛社 2000年）
- （水野英雄編著）『教員養成における経済教育の課題と展望』（三恵社 2012年)

### 訳書
- 『経済を学ぶ、経済を教える』（ミネルヴァ書房 1988年）
- 『チャイナパワーの秘密』（晃洋書房 2002年）
- 『キャンパスの追憶』{学文社　2010年}　風早悟名での著

## 岩田年浩の経済学研究の特徴
- 岩田は資本制の市場経済の調整機能は不完全であるというケインズ学派の立場に立つ。体系の不安定性の原因が投資関数の存在にあることを証明し、さらに、こうした経済の不安定性が偶発事やタイムラグに起因するものではなく、資本制のもつアンチノミーから生ずることを見る点で、マルクス学派との接点があった。この点で、置塩信雄の視角とも共通点をもつ。
- この観点から、投資行動を中心とした不安定性が現実にはどのように生じているかの分析に進む。具体的には、1.株価変動における逆ウォッチ曲線での実証、2.移動勾配図による変動の上下での転換点の予測、3.ポアンカレ平面上での安定化作用と不安定化作用が多く見られることの発見、4.一つの経済変数の移動勾配を繰り返し取った場合の三次元図で右下がりの薄い局面が現れることの発見、5.経済数値をフーリエ変換して音を発生させ回復力あるデータの発掘をしてきた。経済データの音を発生させたのは彼が最初の人である。実験分野で移動勾配を繰り返しとることと微分の理論面との共通性を見た点がこの成果を生んだ。また、戦後日経平均株価と出来高の逆ウォッチ曲線の分析の図示もなしている。つまり、マクロ経済理論の実証・実験に貢献してきた。また、新古典派的な生産関数を日本の自動車産業において示すとどうなるかを三次元平面で実証した。新古典派や新しい古典派とは異なるリアリスティックな研究をなしている。

## 岩田年浩の教育の特徴―どんな教室でも、学生や生徒の学習意欲や発達段階に合わせた授業の組み立てを実行するうまさは他に類がない―
『経済学教育論の研究』はわが国で未開拓分野だった経済学分野の確立を成し遂げた。これが学位論文として、学会において高く評価されたのである。
この博士論文(著書)では、「第1部　日本における経済学教育論の形成小史(明治初期から現代まで)、第2部　諸外国における経済学教育の実態(英米中露)　第3部　経済学教育論の課題と方法―何を(内容)、どのように(方法)、どこまで(発達段階に応じて)教えるべきかーの構成内容となっている。経済と教育の学際的研究成果と言える。
岩田は次のような手法を用いる。
- 経済理論の実証的成果と理論の関連を結んで理解できるように教材を仕上げる。
- 学生がどこで経済知識を誤解したり、嫌になるかについて、（かつては質問票の回収）電子メールの受信での回収・分類と回答を積み重ねることによって、説明を丁寧にする。
- 対立する政策やイデオロギーを提示して、考えようというきっかけを与える（特に授業の最初で）。
- 発問はあらかじめ用意する。集中していない学生には考えやすい問いかけをしていく。
- 元々大講義が得意な彼は、立って話す、しっかりした声を出す、（ビジュアルさに敏感な現代の学生に向けて）機器類を用いる（ただし、副次的に）、教室内ではワイヤレスマイクを持って動く、学生の反応がよくなかった授業の場合は何がよくなかったのかを省みて対応するなどである。
- これらの分析を可能にしたのは、彼自身が大学での講義において学生を引き付ける実践から自信を得てきたことにある。

## 晩年の歴史研究
- 自身の先祖山名氏の研究は「清和源氏諸流略系図一覧」や「山名氏年表」{850年 嘉祥3年から1416年 応永24年に及ぶ566年間}を丹念に仕上げている。これらは但馬の法雲寺のホームページに記載されている。
- 彼が7７歳の時に、長年書き溜めていた、日本史の経済的歩みと人物の名言の関連をまとめた、『日本史の変動と名言摘録』を出版している。４７万字に及ぶ書である。通常の歴史書とは異なる両者の関連で貫かれている。

## 岩田年浩の大学発展作戦の特徴
- 複数の教員を束ねる、オムニバス講義では「京都」「学び」「利益」などのテーマを専任教員を中心に、躍動感のある授業を目指して進めてきた。また、複数の教員が教檀に上がり、討論する場面も企画し、教員間の論議を進めてきた。他大学にはほとんどない企画である。
- 全国の短大の80％、四年制大学の55％が定員割れを生じている中で、京都経済短期大学において、3年で定員を大きく超える実績を上げた。文部科学省はこの短期大学には学生募集定員の増加を認めた。それは学長自身が学生の進学先や就職先や高校への特徴アピールに獅子奮迅の行動をしたからである。

## 岩田の景気変動論分析
景気変動の原因分析は単に現象面での説明にとどまらず、何が景気の変動を引き起こすのかというマクロ経済学の根本原因の分析であるとして、各理論を分類整理している。
　A　非ワルラス的ケインズ的均衡の発想の中でのもの
　　　a 供給側の技術変化に原因を求めるもの　　
　　　　　　　新技術　・・・シュムペータ
　　　　　　　技術の再編・・ハイエク
　　　b 需要側の投資行動に原因を求めるもの　
　　　　　　　市況に反応した投資関数・・・ハロッド、置塩信雄
　　　　　　　実質賃金率の上昇による利潤率の低下・・・宇野弘蔵
　　　　　　　消費や産出量の変化に反応した投資関数・・・サムエルソン、ヒックス
　　　　　　　市場の不完全性・［ポスト・ケインジアン］［ニューケインジアン］
B 　ワルラス敵均衡の中で考えるもので、技術や財政政策など外生的とされてきたものに要因をもとめるもの・・・［新しい古典派］　
　いずれも、利潤と利潤率獲得が企業のモチベーションになっていることを取り上げて、何がマクロ経済の本質か、何が景気変動にどのように作用するかを考える上で投資関数の作用の程度や因果連鎖の設定が全く異なるものとなっている。
　ほか、マルクス学派の恐慌論では、（設備投資を中心にした）生産能力の過剰と消費需要水準の乖離（いわゆる生こ産と消費の矛盾）が周期的（かつては10年）過剰生産恐慌の原因とされてきた。また、資本主義は恐慌に陥ると、まさにその恐慌によって再び上方への軌道が準備されるメカニズムを備えているとされてきた。しかし、第一次オイルショック後の巨大独占体の強大化と好況によって、この周期性は弱まった。こうして、景気変動の研究はマクロ経済学の根本課題であることを述べた。また、数学の経済学への活用は必要のある限りのものであって、数学に埋没するような知的遊戯は無用である。これが所説の研究をしてきた、岩田年浩の所論である。

## メディア・パブリシティ
新聞・雑誌
- 産経新聞　　　　　　　　知っている岩田先生の課外授業　 1992.02.03
- 朝日新聞　　　　　　　　変わる大学4　1992.7.3
- FRIDAY　　　 　　  　　　課外授業がバカ受け　1992.05.23
- 日刊ゲンダイ　　    　　　かってのジャンルにない話題の書これはビジネスマン必読である 1992.08.21
- いい話の新聞　　　　　　教育現場は社会の縮図　 1992.07.01
- マルコポーロ　　　 　　　The iwata 出前講義で世界を語る　1992.11.17
- 朝日新聞 　　　　　　　　夜の町で講義術学ぶ　 1992.11.22
- AERA 　　　　　　  　　　経済学部に吹く改革の嵐 1992.12.02
- SPA　　　　　　　  　　　有無も言わさず居酒屋マクロ経済学 1992.12.16
- 毎日新聞　　　　　 　　　大学改革の根本は授業改革にあり 1993.01.13
- 週刊朝日 　　　　　　　　プロレスの経済学 1993.02.17
- 毎日新聞　　　　　 　　　大学改革は何をめざすべきか 1995.01.26
- 朝日新聞 　　　　　　　　いい講義模索ーー人きのう・きょうーー 1995.12.25
- 日経新聞　　　　　 　　　授業にも通信簿ーー大学＜個性競う＞ー 1996.02.05
- 進学ﾘｸﾙｰﾄﾌﾞｯｸ　　   　　　授業の名人 1996.10.01
- 日刊ゲンダイ 　　　　　　講演とジャズの共演 1999.02.01
- 毎日新聞 　　　　　　　　痛談快談・進取の精神、不況期こそ 1999.03.21
- 消費経済新聞 　　　　　　消費者の自己責任で選ぶ時代に 1999.03.10
- 週刊テレビ京都 　　　　　京都出身のユニーク教授の「大学の経済学」 1999.06.04
- 住宅流通新聞 　　　　　　地価はどう動く 1999.10.29
- 個人信用情報専門誌アイ　大学授業を変えることはできる　2000.10.31
- 毎日新聞　　　　 　　　　関大生HP作りに一役 2000.11.07
- 関大（新聞）　　   　　　　校友会総会で山名教授講演「関西経済の特徴とこれからのビジネス」2000.11.15
- 京阪女性ジャーナルアゴラ 日本の会社を考える（連載６回） 2000.10－2001. 3
- 毎日新聞 　　　　　　　　教授は変わるか 2001. 2.20
- 全私学新聞　　　 　　　　書評『教授が変われば、大学は変わる』 2001. 2.23
- 上毛新聞 　　　　　　　　東毛の合併考えるシンポ 2002. 6.23
- みやざき新聞 　　　　　　起業家精神と現実 2003. 1.23
- 株式新聞 　　　　　　　　新チャート論の紹介 2004.10. 5
- 中国改革報　　　 　　　　中国三大区外国経済研討会 2004.11.15改革報
- 朝日新聞　　　　 　　　　ケータイ電話、授業で活用中 2005. 9.11
- イグザミナ　　　 　　　　ベンチャーの先達が後輩学生に経験を語る 2006. 1.
- 朝日新聞 　　　　　　　　プロ野球推定年棒 2006.11.15
- 産経新聞　　　　 　　　　講義のハウツー　予期指導役　2008.11.9
- 『大連晩報』紙 　　　　　「関西大山名教授が中国語を学ぶ」 2007. 9. 1
- 『大連晩報』紙　 　　　　山名教授が成功人の共通点を大連交通大学で講義 2007.10. 9
- 河内新聞 　　　　　　　　大阪経済法科大学に強力な助っ人教授！　2011.4.20
- 新日本保険新聞　　　　　 大阪経法大で寄付講座　2011.10.10
- 毎日新聞　　　　　　　　 関大系商店街のHP作りに一役　2012.11.7
- 京都新聞　　　　　　　　 京都経済短期大学長に岩田年浩教授が就任　2012.07.28
- 京都新聞 　　   　　　　　「求ム!!大学"道場破り"」 2012.12.20
- 産経新聞 　　　 　　　　 「短大が変わる」　2013.2.16～2.18
- 毎日新聞　　　    　　　　「他流試合の勧め」　2013.3.11
- 産経新聞　　　 　　　　 「大学改革かかってこい①～⑤」2013.4.15～19
- 読売新聞夕刊　　　　　 　「前（さき）の戦争は応仁の乱」2013.8.8
- 毎日新聞　　　　　　　　うちの教授　教養重視　刺激あふれる講義　2015.2.11
- 京都新聞　　　 　　　　 「京と山名氏、歴史を知って」2015.10.25
- 産経新聞　　　 　　　　　「京の歴史と山名氏」2015.11.19
- 産経新聞　　　 　　　　　「守口で昔の教科書、世界の教科書展」2016.7
- 日経新聞　　　　　　　　  キーパーソンに聞く　2014.1.28
- 京都新聞 　　　　　　　　「京滋の学長・トップインタビュー」2016.11.26
- 日本一明るい経済新聞　 　「母国語で地図づくり」2022.9.30
- 神戸新聞　　　　　　　　   中小零細企業の経営戦略考える　2023．9．18

テレビ
- MBS　　　　　 　　　　　MBSナウ 　                                                                                 1992.03.06
- MBS 　　　　　　　　　   株式Today                                                                                    1995.10.25 / 12.04
- MBS 　　　　　　　　　    MBSナウ　「つぶれる銀行のウワサの無責任」　　　  1997.12.18
- MBS 　　　　　 　　　　  Ｖｏｉｃｅ 明石市での花火大会事故と行政のあり方   2001.8.7
- ABC　　　　　 　　　　　おはよう朝日です　　　　　　　　　　　　　　　  1992.12.08
- ABC 　　　　　　　　　   ワイドABCDE～す　　　　　　　　　　　　　     　  1996.02.08
- KTV　　　　　 　　　　　さわやか朝一番　　　　　　　　　　　　　　　  　 1993.10.25
- KTV 　　　　　　　　　　たまごパラダイス　　　　　　　　　　　　　　  　 1995.07.11
- YTV 　　　　　　　　　　サルでもわかるニュース　　　　　　　　　　  　 　1995.05.30
- NTV 　　　　　　　　　　クイズ　ザ　対決　　　　　　　　　　　　　 　 　1992.04.04
- TVOテレビ大阪  　　　　  みのもんたの地球まるごとーー 　　　　　　　　   　1993.01.20
- TVOテレビ大阪　　　　     Newsほっとライン　　　　　　　　　　　　　　 　1996.02.23
- TVOテレビ大阪　　　　    ウィークリー経済KIX　　　　　　　　　　　　　  　1996.02.25
- TVOテレビ大阪　　　　　ニュース・アイ関西　「下町の商店に押し寄せる情報化の波」 　　  　　2000.10.11／11.14
- TVOテレビ大阪                     やさしいニュース「北斎も渋沢栄一も注目、天満橋に新名所誕生」　　　2024.05.13
- TVOテレビ大阪                     やさしいニュース「黒船襲来に備え・・・大阪にもお台場があった！」　2025.04.07
- NHK 　　　　    　　　　  ミッドナイトジャーナル　　　　　　　　　　　　　 1992.02.20
- NHKBS2　　     　　　　   コラージュ　ダ　ムール 　　　　　　　　　　　　　1995.04.13
- NHK大阪教育テレビ　　   世の中何でも経済学 ―-経済の質問に答えます―　　 2001－2002年度
- 高槻CATV             　　　　  地元経営者を招いた「ベンチャー論」(ニュース)　　  2005.12.15
- 金光CATV　　                        競争世界で必要な経営知識 　　　　　　　　　   　　2006.01.21
- 洛西CATV　   　                     京都経済短期大学を訪れて

ラジオ
- ラジオ関西                    　　アマチュアNight　　　　　　　　　　　　　　　　   1991.10 / 92.04
- ニッポン放送 　                   おはよう中年探偵団　　　　　　　　　　 　　　　　1992.07 - 1992.08
- MBSラジオ 　　                   諸口あきらのイブニングレーダー　　　　　　　　　 1994.11 - 1996.12
- MBSラジオ　　　　　　  諸口あきらのイブニングレーダー(経済教育について)   2001.1.11
- ラジオ大阪 　　                   徳さんのじんじんラジオ　　　　　　　　 　　　　　 1992.10 - 1993.12 （56回）
- ラジオ大阪 　　                   元気もってこい　　　　　　　　　　　　 　　　　　 1999.04.01 - 1999.04.30
- ラジオ大阪 　　                   わいわいジャーナル　　　　　　　　　　　　　　　  1999.12.03